# Georg Fredrik Karl av Brandenburg-Bayreuth
Georg Fredrik Karl av Brandenburg-Bayreuth, född 19 juni 1688 på Obersulzbürgs slott vid Mühlhausen, död 17 maj 1735 i Bayreuth, var från 1726 regerande markgreve av Brandenburg-Bayreuth.
Han var äldste son till Kristian Henrik av Brandenburg-Kulmbach (1661–1708) och hans hustru Sophie Christiana av Wolfstein (1667–1737). Han härstammade därigenom från en yngre linje av huset Hohenzollern, Brandenburg-Kulmbach, och kom vid den föregående Brandenburg-Bayreuth-linjens utslocknande med Georg Vilhelm av Brandenburg-Bayreuth 1726 att som närmaste manlige arvinge att efterträda sin släkting som regent.

## Namn
Georg Fredrik Karls far benämns markgreve av Brandenburg-Kulmbach, men i och med Georg Fredrik Karls regeringstillträde i Bayreuth kom hans linje i fortsättningen att betecknas Brandenburg-Kulmbach-Bayreuth eller bara den yngre Brandenburg-Bayreuth-linjen. Hans fulla titulatur med alla nominella titlar skrevs 1730 som Georg Friedrich Carl, Markgraf zu Brandenburg in Preußen, zu Magdeburg und zu Mecklenburg-Herzog, Burggraf zu Nürnberg, Graff zu Hohenzollern und Schwerin, Herr der Lande Rostock und Stargard.

## Biografi

### Uppväxt och utbildning
Georg Fredrik Karl uppfostrades av sin mycket religiösa mor som var anhängare av pietismen och utbildades därefter i Bielefeld. Från år 1700 till 1704 gjorde han längre bildningsresor genom Västeuropa, bland annat till Danmark, Frankrike och Nederländerna. Därefter studerade han fyra år vid Utrechts universitet. Efter att hans far avlidit återvände han 1708 till familjens slott i Weferlingen nära Magdeburg. Slottet hade tillhandahållits hans familj som apanage av kung Fredrik I av Preussen efter att hans svårt skuldsatte far i fördraget i Schönberg tvingats avstå sin arvsrätt till Brandenburg-Bayreuth till förmån för den kungliga preussiska grenen av huset Hohenzollern.

### Arvsstrid
Georg Fredrik Karl verkade efter faderns död för att återkalla hans avsägelse av arvsrätten genom att begära att fördraget skulle upphävas. Han fick stöd från ständerna i Frankiska kretsen, som fruktade att ett preussiskt maktövertagande skulle splittra kretsen. Hans viktigaste allierade var kurfursten av Mainz och furstbiskopen av Bamberg, Lothar Franz von Schönborn, och dennes släkting och Tysk-romerska rikets vicekansler Friedrich Karl von Schönborn. Efter en lång och kostsam konflikt kunde Georg Fredrik Karl slutligen 1722 driva igenom att fördraget upphävdes.

### Regerande markgreve
Efter att Georg Vilhelm av Brandenburg-Bayreuth avlidit 1726 utan manliga efterkommande, kunde Georg Fredrik Karl till slut utan svårigheter tillträda som regent i Brandenburg-Bayreuth, som den förste av linjen Kulmbach. Han inriktade sig på att förbättra markgrevskapets urusla finanser, som delvis försämrats till följd av upplösningen av det schönbergska arvsfördraget, och koncentrerade sig på sitt furstendömes inre angelägenheter. 
I staden Bayreuth genomdrev han viktiga förändringar i stadsplaneringen. Bebyggelsen utanför den medeltida ringmuren förtätades och en ny stadsport och gatan Friedrichstrasse anlades i riktning mot ett nytt planerat barnhem. Borgare villiga att uppföra hus fick en gratis tomt och skattebefrielse för flera år, men konceptet kom att genomdrivas först under sonen Fredriks regering.
Bland hans viktigaste verk är hans insatser för utbildning och sociala inrättningar. Under hans hans regering påbörjades återuppförandet av Münchbergs stadskyrka 1731 efter att den 1729 förstörts i en brand. Enstaka inventarier överlevde en ytterligare brand på 1800-talet och till dessa hör en markgrevlig vapensköld med Georg Fredrik Karls initialer som hänger på väggen mitt emot koret.
Till skillnad från många av sina samtida regenter hade Georg Fredrik Karl inga större politiska eller militäriska ambitioner. Som engagerad pietist och anhängare av August Hermann Francke arbetade han istället intensivt med religiösa affärer. Teater och alla förnöjelser förbjöds vid hovlivet. 1727 skrev hovpredikanten Johann Christoph Silchmüller som kallats in från Halle an der Saale i sin dagbok: "På slottet är allt så stilla som om det vore ett kloster." Bland de missnöjda undersåtarna spriddes uttrycket att markgreven och hans "svartrockar" hade förvandlat furstendömet till ett bönehus.
Den allvarlige markgreven drog sig tillbaka på Himmelkrons slott i Himmelkron, ett tidigare kloster vars historia tilltalade hans fromma personlighet. Slottet i Bayreuth kom till följd av hans spariver att närmast förfalla. Till detta allvarsamma hov förde hans son, arvfursten Fredrik av Brandenburg-Bayreuth, sin maka prinsessan Wilhelmine av Preussen i januari 1732. Parets ungdomliga livsglädje förenade sig endast svårligen med det asketiska hovlivet i Bayreuth och snart uppstod spänningar mellan den gamle markgreven och arvfursteparet. Han klandrade Wilhelmine för avsaknaden av en manlig arvinge efter arvfursteparets dotter Elisabet Fredrika Sofias födsel i augusti 1732, och lät genom kammarherren von Voit meddela att han skulle leva tillräckligt länge till av ren trotsighet för att irritera henne.

### Georg Fredrik Karl i Wilhelmine av Preussens memoarer
I svärdottern Wilhelmines memoarer beskrivs han som en ytterst oangenäm person, som drack och var ointresserad av de sköna konsterna. Hovet framstod för henne som dystert, i synnerhet som hovlivet i Bayreuth beskrivits för henne som raka motsatsen under hennes tid i Berlin, vilket dock var under markgreve Georg Vilhelm av Brandenburg-Bayreuths regering. Wilhelmine beskriver svärfadern som mager, krumbent, inskränkt, egoistisk, falsk, avundsjuk och högfärdig. Antipatin var ömsesidig. Markgreven trakasserade sin svärdotter på nästan samma sätt som hennes föräldrar tidigare hade gjort. Först anklagade han henne under graviditeten för att endast simulera för att få uppmärksamhet. När det blev uppenbart att graviditeten var äkta, sa han att han hoppades på en dotter, då han enligt äktenskapsfördraget bara behövde försörja barnet om det blev en pojke. Hans son tog Wilhelmines parti och den berusade markgreven slog med sin käpp mot sonen. Denne lät dock inte slaget passera, och de båda kom i slagsmål "som ölkuskar".

## Familj
Georg Fredrik gifte sig 1709 med Dorotea av Schleswig-Holstein-Sonderburg-Beck (1685–1761), dotter till hertig Fredrik Ludvig av Schleswig-Holstein-Sonderburg-Beck. Äktenskapet slutade i skilsmässa 1716, då Dorothea fängslades av maken för äktenskapsbrott. Efter Georg Fredrik Karls död förvisades hon från furstendömet och tilläts leva ett stillsamt liv i exil i Sverige under namnet Dorothea von Ziedewitz. Hon avled på Stävlö slott 1761. I äktenskapet föddes följande barn:
- Sofia Kristina Lovisa (1710–1739), gift 1731 med furst Alexander Ferdinand von Thurn und Taxis (1704–1773)
- Fredrik III (1711–1763), markgreve av Brandenburg-Bayreuth, gift:
  - 1) 1731 med Wilhelmine av Preussen
  - 2) 1759 med Sofia Karolina av Braunschweig-Wolfenbüttel (1737–1817)
- Vilhelm Ernst (1712–1733)
- Sofia Charlotta Albertina (1713–1747), gift 1734 med hertig Ernst August I av Sachsen-Weimar-Eisenach (1688–1748)
- Wilhelmine Sofia (1714–1749), gift 1734 med furst Karl Edzard av Ostfriesland (1716–1744)